# Sigrid Baumann
Sigrid Baumann (* 8. August 1968) ist eine deutsche Fußballspielerin.

## Karriere
Baumann begann im Alter von 16 Jahren in Münchhausen im mittelhessischen Landkreis Marburg-Biedenkopf mit dem Fußballspielen. Sie gehörte dem Mehrspartensportverein TSV Münchhausen an, dessen Frauenfußballabteilung aus der zweiten Mannschaft des TSV Battenberg hervorgegangen war und den Spielbetrieb mit der Saison 1984/85 aufgenommen hatte. Als Eigengewächs rückte sie in die erste Mannschaft auf, mit der sie am Saisonende 1990/91 das Double (Hessenmeisterschaft und Hessenpokal) gewann. Mit der errungenen regionalen Meisterschaft nahm sie mit ihrer Mannschaft an der Aufstiegsrunde für die Bundesliga teil. Der Aufstieg wurde mit Platz 2 hinter dem verlustpunktfreien TuS Ahrbach verpasst. Aufgrund zahlreicher Spielerinnenabgänge belegte der Verein am Saisonende 1992/93 in der Oberliga Hessen mit einem sehr dünnen Kader den letzten Tabellenplatz. Durch weitere Abmeldungen am Ende der Saison war es nicht mehr möglich, für die neue Saison 1993/94 eine Mannschaft zu melden.
Baumann spielte im weiteren Verlauf für die SG Praunheim, dessen Frauenfußballabteilung sich am 27. August 1998 mit der Gründung des 1. FFC Frankfurt verselbständigte und die Bundesligalizenz der SG Praunheim ab dem 1. Januar 1999 übernommen hatte. Am Saisonende 1998/99 gewann sie mit der Mannschaft die Deutsche Meisterschaft sowie das Finale um den DFB-Pokal, der auch in den beiden Folgejahren errungen werden konnte.
Noch bis zum Saisonende 2000/01 hatte sie der ersten Mannschaft angehört, bevor sie im Alter von 33 Jahren ihre Karriere beim 1. FFC Frankfurt III nach zwei weiteren Jahren ausklingen ließ.
Sieben Jahre später trat sie abseits vom Leistungssport beim 1. FSV Schierstein 08 in Wiesbaden-Schierstein in Erscheinung. In der Saison 2013/14 bestritt sie 19 Punktspiele in der Hessenliga, in denen sie zehn Tore erzielte. Seit der Saison 2015/16 ist sie mit ihrer Mannschaft in der Verbandsliga Hessen Süd vertreten, in der sie auch in der Saison 2023/24 eingesetzt wird.

## Erfolge
- Deutscher Meisterin: 1999, 2001
- DFB-Pokal-Siegerin: 1999, 2000, 2001